# 保羅·奧尼爾 (美國財政部長)
保羅·亨利·奧尼爾(英語：Paul Henry O'Neill，1935年12月4日—2020年4月18日)，生於密蘇里州聖路易斯。2001年1月起，他在乔治·布什总统的首个任期内任财政部长，是为第72任美國財政部部長。2002年12月，因為政府的壓力及成了被嚴苛批評對象而被解职。在1987年至1999年期間，奧尼爾曾是一間總部位於美國匹茲堡的美国铝业公司（Alcoa）的行政總監及董事局主席。1995年，他曾任職蘭德公司的主席。

## 歷史

### 早年
雖然奧尼爾現在居於匹茲堡，但他出生於密蘇里州聖路易斯。他在美國阿拉斯加州安克拉治的安克拉治高校認識了他的妻子。他們雙雙於1954年畢業。他當時與父母住在軍事基地。後來，他在加州州立大學弗雷斯諾分校考取經濟學學士，並在印第安納大學考取公共行政碩士。他與妻子南希（Nancy）育有4名子女及12名孫。
1961年至1966年，他在美國退伍軍人事務部擔任電腦系統分析人員。1967年，他加入了美國行政管理和預算局，並且在1974年至1977年期間出任處理主席。當總統傑拉爾德·福特在1976年競選失敗時候，他在紐約市加入了國際紙業公司擔任行政工作。1977年至1985年，他出任副主席。1985年至1987年，他則出任主席。

### 中年
1988年，總統喬治·布殊邀請奧尼爾擔任國防部長。奧尼爾拒絕了但卻推薦迪克·切尼。後來布殊游說他擔任教育諮詢小組的主席。當時小組成員有拉馬爾·亞歷山大、比尔·布洛克（Bill Brock）和理查德·赖利（Richard Riley）。在奧尼爾的領導下，小組建議一些國家標準及統一測試標準。
當奧尼爾在2000年末不再擔任美国铝业公司的董事局主席後，公司的收益從1987年的150億美元上升至2000年的230億美元。他的個人財富增加至6000萬美元。

### 社區服務事業
1997年12月，奧尼爾與猶太人保健基金會主席卡伦·沃克·费因斯坦（Karen Wolk Feinstein）成立了匹茲堡區域保健倡議組織（PRHI）。 他們結合了不同保建需求，並指出保健問題。PRHI把豐田生產系統注入了「病人護理完善化的制度」。奧尼爾成了國家及地區領袖，指出了保健的質素及安全問題。
奧尼爾與匹茲堡郵報的出版者一起被湯姆·墨菲市長選為匹茲堡的濱水工作小組的共同領導。

## 布殊時期
奧尼爾被布殊委任為財政部部長。他為人敢言，常常在傳媒面前直說與執政黨相左的言論，有時候做出奇怪的行為。譬如與歌手波諾一起開始非洲旅程。
2002年，作為財長的他委託製作的報告指出美國將會面臨5千億美元的赤字。報告建議大幅加稅，大幅削減支出；為了保障美國的下一代，這兩個措施都是不能避免。研究估計拉近預算差距需要大幅加稅達66百分比。布殊把這個研究結果從2003年2月發行的2004年度財政預算報告中剔除。
在布殊的減稅政策上，他與布殊私下鬥爭。他更推動調查阿爾蓋達組織來自阿拉伯聯合酋長國的資金。這些都導致他在2002年辭職，由約翰·威廉·史諾所取代。

### 《忠誠的代價》
2004年出版的《忠誠的代價：美國前財長保羅·奧尼爾眼中的布殊和白宮》描述了他任期內布殊政府。這本書由前華爾街日報 記者及獲得美國普立茲獎的新聞工作者朗·薩斯金德所編寫的。該書描述布殊的經濟政策很不負責任的，對事情不聞不問，當伊拉克戰爭計劃在美國國家安全委員會首次會議中制定後，不久布殊政府便接管了委員會。
奧尼爾因為最初曾經宣稱布殊過早希望入侵伊拉克而遭到批評。如果得到證實，唐寧街備忘錄都支持奧尼爾及理察·A·克拉克的立場。雖然兩者都是布殊總統的幕僚，但現在也抨擊布殊。

## 評論與見解
根據2001年7月25日的一份國際先驅論壇報文章，他談及全球性金融市場不可避免的金融「傳染」的理論。他也認為當投資者憂慮在阿根廷和土耳其的金融危機會向巴西及其他地方擴散而撤出新興市場。
他說這個看法只是一個「時尚」並且「我們需要淘汰那些像呼拉圈的時尚」。「配以放大鏡，你不能發現土耳其和阿根廷之間的聯繫，除了可能在腦袋裡的聯繫」，在一個妥善管理的全球性制度，投資者簡單地因為這些個別的麻煩而不從新興市場的貸款上撤走。